# Theretra insularis
Theretra insularis là một loài bướm đêm thuộc họ Sphingidae. Nó được tìm thấy ở Philippines, đông bắc Borneo, Moluccas, Papua New Guinea, quần đảo Solomon và Fiji.

## Phụ loài
- Theretra insularis insularis (the Philippines, đông bắc Borneo, Moluccas, Papua New Guinea, Quần đảo Solomon, quần đảo Fiji)[2]
- Theretra insularis ambrymensis Lachlan, 2004 (đảo Ambrym)
- Theretra insularis lenis Jordan, 1926 (Quần đảo Solomon)
- Theretra insularis mollis Jordan, 1926 (St. đảo Matthias)
- Theretra insularis valens Jordan, 1926 (New Ireland)